# 織田信一
織田 信一（おだ のぶかず、1902年（明治35年）12月7日 - 1909年（明治42年）2月16日）は、明治期の華族。尚長流織田家15代。14代当主織田秀実の長男。母は純子女王（久邇宮朝彦親王の第9王女）。夫人、子女ともになし。爵位は子爵。

## 生涯
1907年（明治40年）4月19日、家督を相続する。1909年（明治42年）2月16日、死去した。織田家の家督は、弟の長利（秀実次男）が相続した。